# Jeon Da-hye
Jeon Da-hye (in hangŭl: 전다혜; Pohang, 23 novembre 1983) è un'ex pattinatrice di short track sudcoreana, campionessa olimpica della staffetta ai Giochi di Torino 2006.

## Palmarès

### Olimpiadi
- 1 medaglia:
  - 1 oro (staffetta 3000 m a Torino 2006).

### Campionati mondiali
- 5 medaglie:
  - 2 ori (squadre a Chuncheon 2005 e Montréal 2006)
  - 3 argenti (squadre a The Hague 2000, nella staffetta 3000m a Jeonju 2001 e a squadre a Minamimaki 2001).